# Углублённая и всеобъемлющая зона свободной торговли

Европейский союз
Государства-члены ЕАСТ, участвующие во внутреннем рынке ЕС с исключениями:
Исландия, Лихтенштейн, Норвегия, Швейцария
Государства-члены зон DCFTA, имеющие доступ к внутреннему рынку ЕС в отдельных секторах: Грузия, Молдавия, Украина

Углублённые и всеобъемлющие зоны свободной торговли, УВЗСТ (англ. Deep and Comprehensive Free Trade Areas, DCFTA) — три зоны свободной торговли, созданные между Европейским союзом и Грузией, Молдавией и Украиной соответственно. Каждая зона DCFTA является частью соответствующего соглашения каждой страны об ассоциации с ЕС. Три зоны DCFTA открывают доступ Грузии, Молдавии и Украине к внутреннему рынку ЕС в отдельных секторах и дают инвесторам Евросоюза в этих секторах ту же регуляторную среду в ассоциированной стране, как и в ЕС. Соглашения с Молдовой и Грузией были ратифицированы и официально вступили в силу в июле 2016 года, хотя их части уже применялись в предварительном порядке. Соглашение с Украиной вступило в силу 1 сентября 2017 года, но отдельные положения применялись уже с 1 января 2016 года.

## Планируемые зоны DCFTA
В 2015 году комиссар Мальмстрём упомянула о плане начать переговоры по зоне DCFTA с Марокко и Тунисом.

## Хронология реализации
- Соглашение об ассоциации между Грузией и Европейским союзом: 1 сентября 2014 года[6]
- Соглашение об ассоциации между Молдовой и Европейским союзом: 1 сентября 2014 года[7]
- Соглашение об ассоциации между Украиной и Европейским союзом: 1 января 2016 года[8][9]